# Pampa de Agnia
Pampa de Agnia est une localité argentine située dans le département de Languiñeo, dans la province de Chubut. Le paraje sert de lieu de repos pour les voyageurs et dispose d'un équipement de communication radio installé en 2012 dans une ancienne station-service de l'Automóvil Club Argentino,.